# Vancouver Island Ranges
Vancouver Island Ranges är ett berg i Kanada.   Det ligger i provinsen British Columbia, i den sydvästra delen av landet, 3 700 km väster om huvudstaden Ottawa. Toppen på Vancouver Island Ranges är 1 376 meter över havet.
Terrängen runt Vancouver Island Ranges är bergig.Runt Vancouver Island Ranges är det mycket glesbefolkat, med 3 invånare per kvadratkilometer.. Det finns inga samhällen i närheten. 
I omgivningarna runt Vancouver Island Ranges växer i huvudsak barrskog.